# Imamzade Ebrahim
Das Imamzade Ebrahim (persisch امامزاده ابراهیم Emamsade Ebrahim, [ɛmɑmzɑdɛ ɛbɾɑhim]) ist ein Imamzade in der iranischen Stadt Kaschan. Das Imamzade stammt aus der Kadscharen-Ära. Es ist bekannt für seine türkise Kuppel, mit Keramikfliesen bedeckten Minarette, seinen ruhigen Hof und schönen Iwan. Malereien und Spiegelverzierungen wurden später im frühen 20. Jahrhundert hinzugefügt.
Der gegenwärtige geänderte Bau des Imamzades ist ein Bauwerk der Architekten im letzten Jahrhundert. Auf der Inschrift der Tür wurde es erwähnt, dass die Dekorationen mit geschnittenen Spiegeln auf dem Befehl des damaligen Statthalters durchgeführt wurden. Auf der anderen Inschrift wurde es über die Abstammung Imamzades erwähnt. Das begrabene Imamzade ist wahrscheinlich ein Nachkomme des Mūsā ibn Dschaʿfar al-Kāzim. Auf der Inschrift wurde es auch der Name der Gründerin des Bauwerks, Chale Beygom, erwähnt. Die Grabstätte von Chale Beygom liegt im Bau end einige Gedichte sind auf ihrem Grabstein zu lesen.